# Emily Dickinson

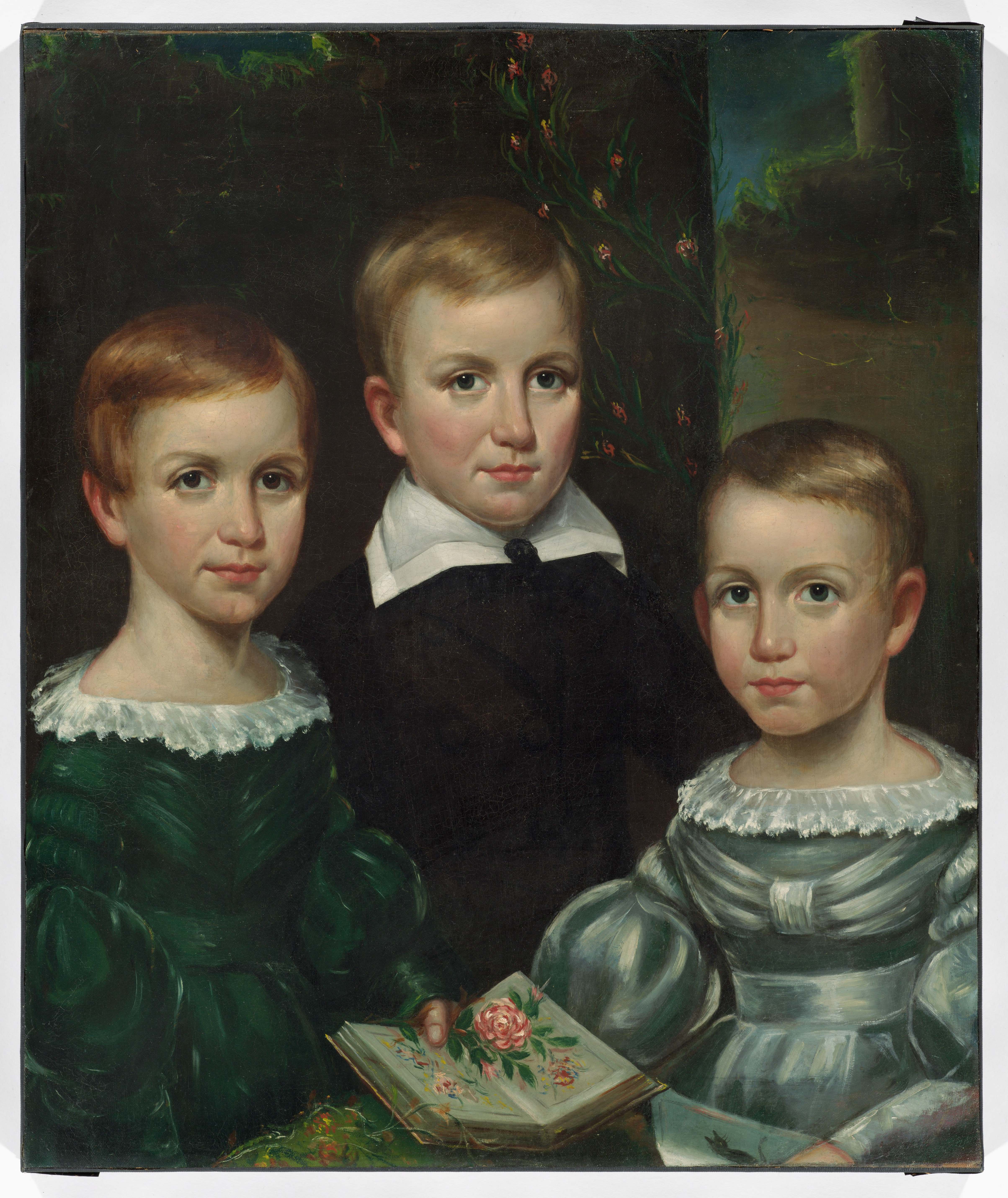
Dzieci Dickinsonów [Emily po lewej] – Otis Allen Bullard

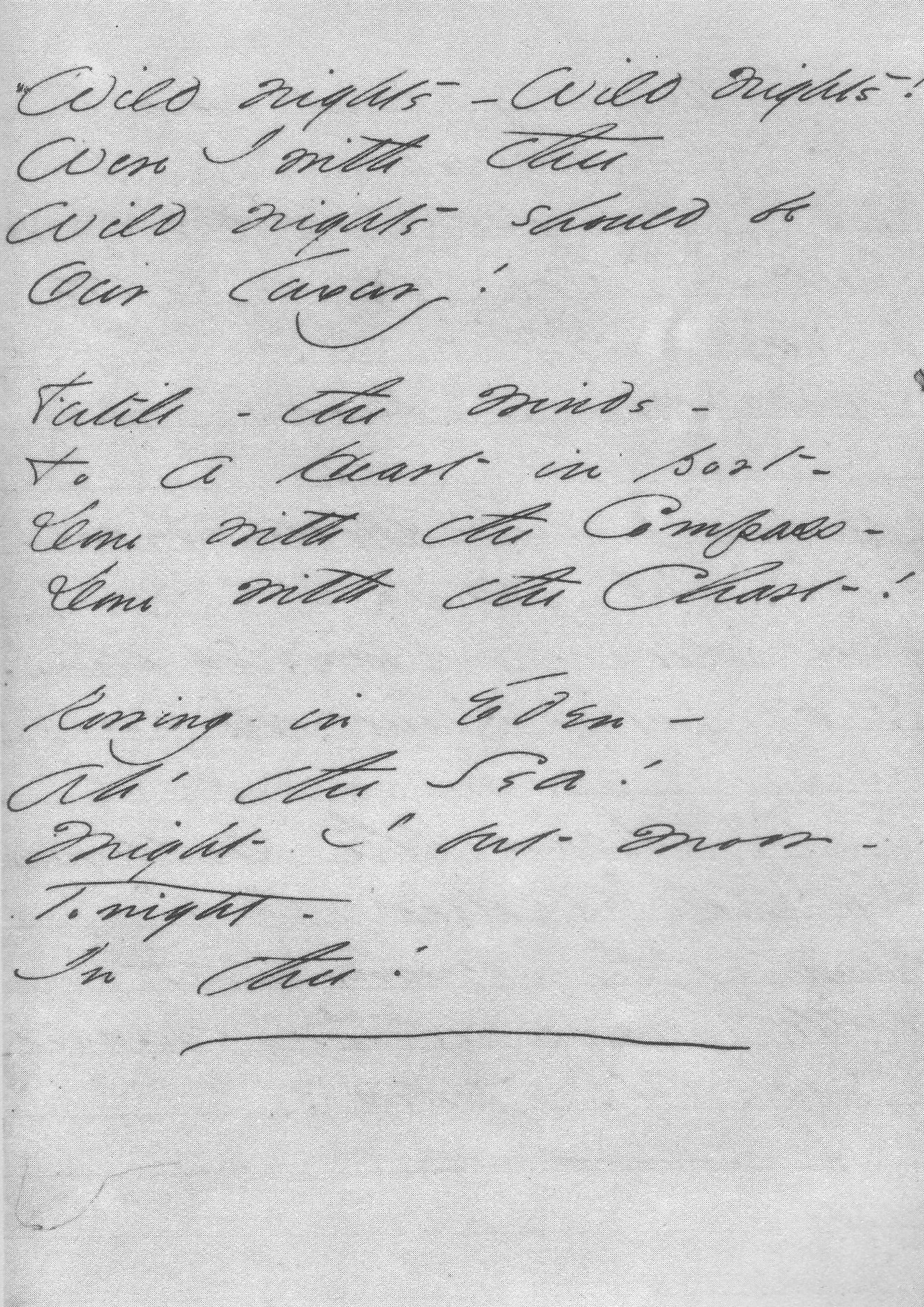
Rękopis wiersza Wild Nights

Emily Elizabeth Dickinson (ur. 10 grudnia 1830 w Amherst w stanie Massachusetts, zm. 15 maja 1886 tamże) – amerykańska poetka.

## Życiorys

### Wczesne lata i młodość
Urodziła się jako drugie z trójki dzieci Edwarda Dickinsona – zamożnego prawnika, skarbnika Amherst College, kongresmena – i Emily Norcross. Poetka miała starszego brata Williama Austina (1829–1895), nazywanego: Austin, Aust lub Awe oraz młodszą siostrę Lavinię Norcross (1833–1899), znaną jako Lavinia lub Vinnie.
Dziadkiem Emily był Samuel Fowler Dickinson, założyciel Amherst College i kongresmen w Kongresie Stanów Zjednoczonych. W kalwińskim domu obowiązywały surowe protestanckie reguły. W domu uczyła się gry na pianinie i malarstwa oraz typowych dla wiktoriańskiego wychowania dziewcząt zajęć gospodarskich, których nie lubiła. Lepsze relacje miała z ojcem niż z matką.
Emily najpierw chodziła do szkoły podstawowej przy Pleasant Street, a następnie przez siedem lat uczyła się w Amherst College. Naukę tam rozpoczęła 7 września 1840, jednak z powodu choroby miała roczną przerwę w okresie 1845–1846. W kwietniu 1844 zmarła na tyfus kuzynka i przyjaciółka poetki, Sophia Holland. Śmierć bliskiej osoby przyczyniła się do załamania psychicznego Emily i wyekspediowania jej do Bostonu przez rodzinę celem odpoczynku. Stąd przerwa w nauce przyszłej poetki. W Amherst College śpiewała w chórze.
Od 10 sierpnia 1847 studiowała w Mount Holyoke Female Seminary (późniejsze Mount Holyoke College) w South Hadley. Należała tam do grupy o nazwie „Socrates”, a pokój dzieliła ze starszą kuzynką, Emily Norcross.

### Dorosłe życie
Poetka do końca życia pozostała niezamężna – mieszkając z również niezamężną siostrą, opiekowała się domem (Homestead) i rodzicami. Przyjaźniła się mocno ze swoją bratową, Susan Huntington Gilbert-Dickinson, pisarką, podróżniczką i wydawczynią, która od 1856 mieszkała z Austinem po sąsiedzku. Pielęgnowała także przyjaźń z poetką Kate Scott Turner (Kate Anthon). Ponieważ od 9. roku życia studiowała botanikę, znała się na roślinach i ogrodnictwie. Miała kolekcję okazów kwiatowych, a jej ogród był znany w okolicy z niezwykłego piękna.
Emily rodzinne miasto Amherst opuszczała tylko kilkakrotnie, by odwiedzić Filadelfię, Waszyngton i dwa razy Boston. W wieku 47 lat nawiązała mocniejszą uczuciową relację z sędzią Otisem Lordem, którego oświadczyny prawdopodobnie odrzuciła. Badano też, czy „Mistrz”, który pojawia się w twórczości poetki, był kimś, do którego żywiła uczucie, czy też istniał jedynie jako poetycki konstrukt. Niektórzy badacze wiążą „Mistrza” z osobą żonatego Samuela Bowlesa, z którym rodzina Dickinsonów zaczęła przyjaźnić się pod koniec lat 50. Emily wysłała do niego kilkanaście listów i prawie pięćdziesiąt wierszy.
Ostatnie dwadzieścia lat życia spędziła w domu, wyraźnie zmieniając swoje zachowanie: od ok. 1867 (lub od śmierci jej ojca) nosiła wyłącznie białe suknie i nawet z przyjaciółmi rozmawiała jedynie przez uchylone drzwi. Sąsiadkom wołającym ją z ogrodu posyłała na srebrnej tacy biały kwiat lub wiersz. Jedną z hipotez badaczy, tłumaczących jej izolację, jest prawdopodobna epilepsja, na którą mogła cierpieć, jednak inni badacze odrzucają tę możliwość.

### Ostatnie lata i śmierć
16 czerwca 1874 zmarł ojciec Emily, która nie była w stanie uczestniczyć w jego pogrzebie. Rok później matka Emily miała udar, co spowodowało częściowy paraliż i problemy z pamięcią, a w końcu śmierć w 1882. W 1883 zmarło dziecko Susan, Gilbert, co dodatkowo bardzo przygnębiło Emily.
14 czerwca 1884 zemdlała w kuchni podczas wspólnego pieczenia z Margaret Maher, która pracowała w domu Dickinsonów od 1869. Poetka nie odzyskała przytomności do późnych godzin nocnych. Leczyła się kilka tygodni. Epizody tracenia świadomości jednak powtarzały się. 30 listopada 1885 była tak słaba, że Austin odwołał swoją podróż do Bostonu i został z chorą siostrą, dając drugiej siostrze odpocząć od sprawowania opieki. Ze szczegółowych zapisków w dzienniku Austina wiadomo, jak wyglądały ostatnie dni i chwile poetki.

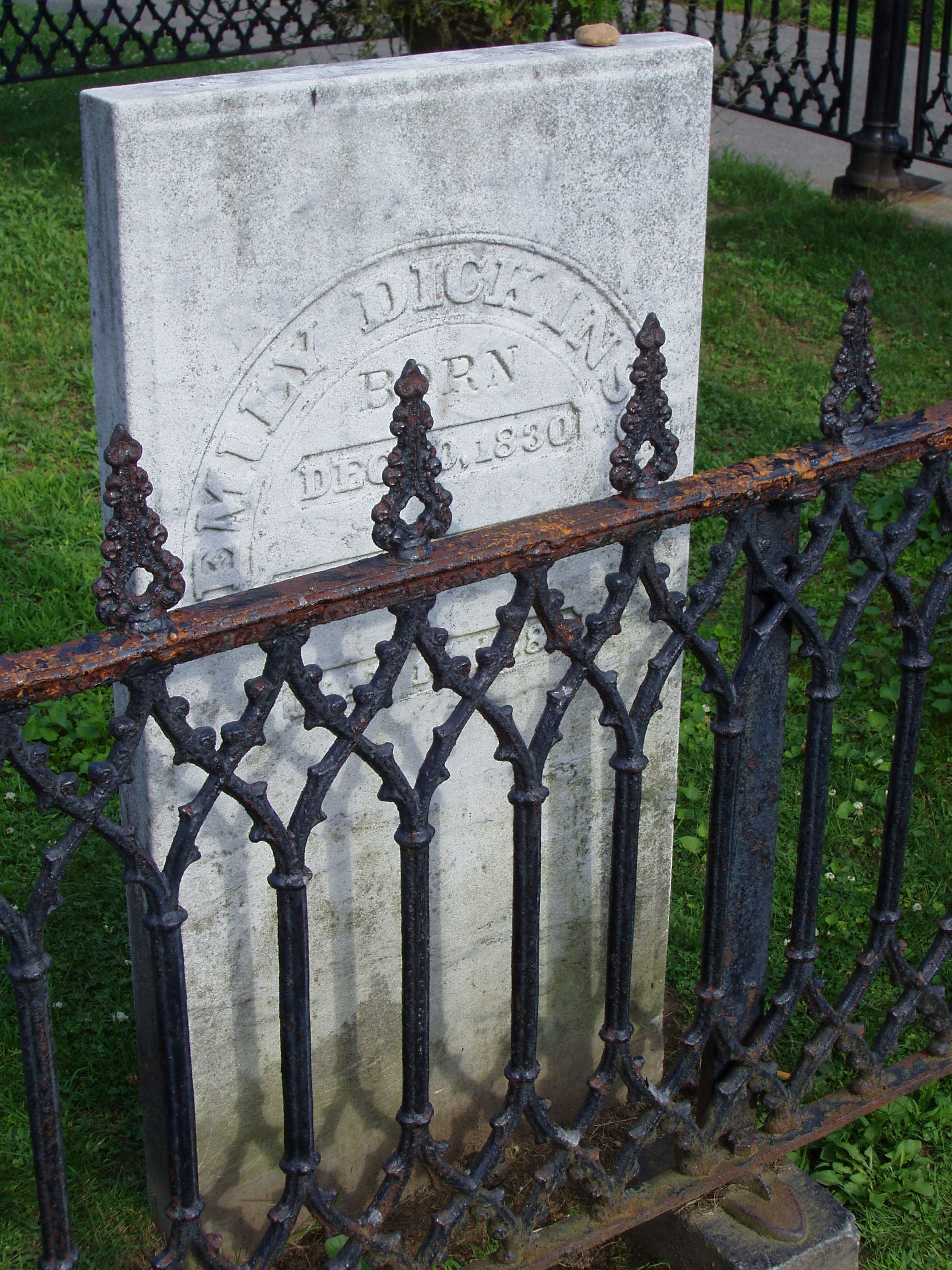
Nagrobek Emily Dickinson

Emily zmarła 15 maja 1886 około 18:00 [gdzie indziej: o 6:00], po kilku dniach pogarszającego się stanu zdrowia. Wezwany lekarz, doktor Bigelow, zdiagnozował powód śmierci jako chorobę Brighta, która musiała rozwijać się od przynajmniej dwóch lat.
Susan do trumny ubrała ciało zmarłej przyjaciółki we flanelową suknię, układając również kwiaty: cypripedium i fiołki przy szyi jako symbole wierności, a dwa kwiaty heliotropu na rękach jako symbol poświęcenia. Napisała też nekrolog-wspomnienie zmarłej, które najpierw ukazało się 18 maja 1886 w „Springfield Republican”, a potem stanowiło część wstępu (autorstwa Mabel Loomis Todd) do drugiego tomu Poezji wydanych w 1891 roku.
Zgodnie z wolą poetki, jej biała trumna nie była wieziona, ale niesiona przez łąkę pełną jaskrów aż na lokalny cmentarz West Cemetery przy Triangle Street.

## Twórczość
Pisać wiersze zaczęła około 30. roku życia. W 1862, w odpowiedzi na zamieszczony w „Atlantic Monthly” tekst pt. „List do Młodego Autora”, wysłała cztery wiersze wraz z listem do redaktora Thomasa Wentwortha Higginsona. Ten odmówił druku utworów ze względu na ich nowatorską formę, jednak przez wiele lat korespondował z autorką i doradzał jej w sprawach poezji. Spotkali się po siedmiu latach korespondencji, w 1869, kiedy Higginson przybył do domu poetki. Kolejny i ostatni raz widzieli się w 1873. Nieautoryzowane wiersze drukował Samuel Bowles w „Springfield Daily Republican”. Redaktor zmieniał interpunkcję, a także tytuły, co zdaniem autorki zmieniało znaczenie wierszy, o czym gwałtownym tonem informowała go w listach.
Za życia Emily Dickinson w czasopismach ukazało się – anonimowo i raczej bez jej wyraźnej autoryzacji – dziesięć wierszy i jeden list. Po śmierci poetki jej młodsza siostra Lavinia odkryła w zamkniętym na klucz kuferku rękopisy 1775 wierszy Emily. Okazało się, że choć Emily nakazała Margaret Maher spalić je, ta odmówiła. Margaret zachowała także od zniszczenia dagerotyp z wizerunkiem poetki.
Lavinia poprosiła o pomoc w wydaniu odnalezionych wierszy Mabel Loomis Todd, żonę miejscowego profesora astronomii, zdolną malarkę (i – jak twierdziła sama zainteresowana – przyjaciółkę poetki), ale też osobę, z którą 13 lat zdradzał żonę brat Emily, Austin, i z którą rodzina Dickinsonów pozostawała w wieloletnim sporze o spuściznę poetki.
Po wielu staraniach i przy pomocy Thomasa Higginsona udało się wydać twórczość Dickinson. Jednak wiersze zostały przeredagowane przez Todd i Higginsona tak, aby zachować zgodność z ówcześnie panującymi konwenansami i regułami estetycznymi. Z publikacji niektórych z nich w ogóle zrezygnowano w obawie przed opinią publiczną. Wydane wiersze zdobyły sporą popularność, a ich autorkę zaczęto nazywać pustelnicą z Amherst.
Dopiero w 1955 ukazała się kompletna edycja poezji Emily Dickinson zredagowana przez Thomasa H. Johnsona.
Po wydaniu The Poems of Emily Dickinson, medytacyjna liryka Emily została w pełni doceniona, a autorkę uznano za najwybitniejszą i najbardziej oryginalną – obok Walta Whitmana – poetkę amerykańską.
Kanon jej literackiej spuścizny zawiera 1774 utwory. W 1958 Johnson opracował trzytomowe wydawnictwo obejmujące listy poetki.
Na język polski wiersze Emily Dickinson przekładali m.in.: Kazimiera Iłłakowiczówna, Ludmiła Marjańska, Stanisław Barańczak, Andrzej Szuba, Maciej Maleńczuk (na potrzeby własnych adaptacji muzycznych), Ryszard Mierzejewski, Krystyna Lenkowska, Jacek Dehnel.

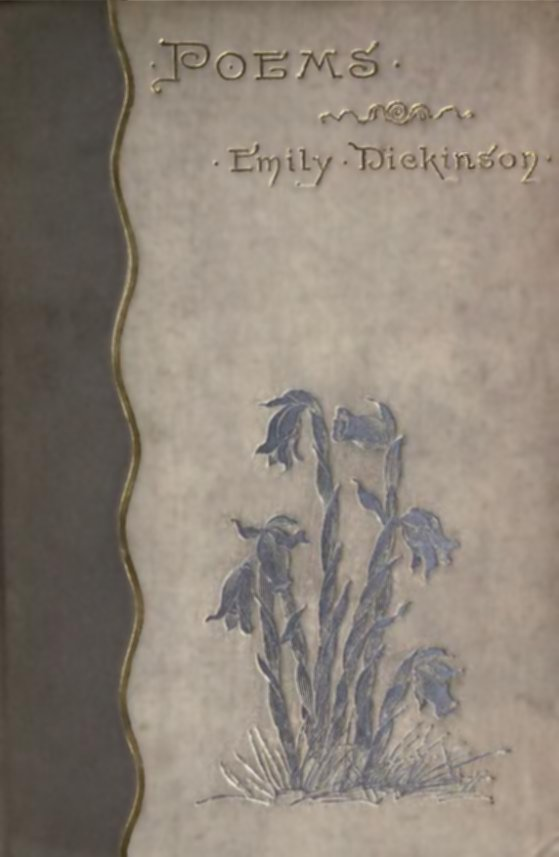
Okładka pierwszej edycji tomu poezji Emily Dickinson, 1890 r.

### Charakterystyka stylu
Poetka była bardzo dobrze oczytaną osobą. Ceniła poezję Roberta Browninga i Elizabeth Barret Browning. Inspirowała się utworami Williama Blake’a i Ralpha Waldo Emersona.
Wpływ na jej styl miała także twórczość sióstr Brontë (przyjaciel pożyczył jej Dziwne losy Jane Eyre pod koniec 1849), Charlesa Dickensa i Williama Szekspira. Z kolei brat przemycił dla niej do domu kopię powieści Kavanagh autorstwa Henry’ego Wadswortah Longfellowa, którą się zachwycała. Dzięki przyjacielowi rodziny, Benjaminowi Franklinowi Newtonowi, mogła natomiast czytać sprezentowane jej Letters from New York Lydii Marii Child.
Inspirowała się również Biblią, czytała dużo prasy. Duży wpływ miały na nią studenckie kontakty z wykładowcami i omawiane z nimi, a także z kuzynką, bratem i jego kolegami tematy np. z filozofii.
Wiersze Emily Dickinson zawierają motywy łączące drobne spostrzeżenia z życia domowego z egzystencjalnymi refleksjami; metafizyczne rozważania nad ostatecznym przeznaczeniem; powtarzające się wątki zawiedzionych uczuć i cierpienia. Większość wierszy kończy się dowcipną i pełną gorzkiego sarkazmu puentą. Nie odrzuciła znanej jej współczesnym struktury strofy poetyckiej: stosowała metrum znane z wierszy dla dzieci i hymnów kościelnych. Jednak wprowadziła swoje innowacje w postaci wielkich liter w konkretnych słowach, specyficznej interpunkcji itp.
Główne motywy, jakie wyróżniają badacze w twórczości Dickinson to:
- kwiaty i ogrody[32]
- miłość/wiersze „do Mistrza”[11]
- choroby, śmiertelność[33]
- religijność[34][35]
- „nieodkryty kontynent” własnego Umysłu, własnego Ja[36]

### Okresy w twórczości

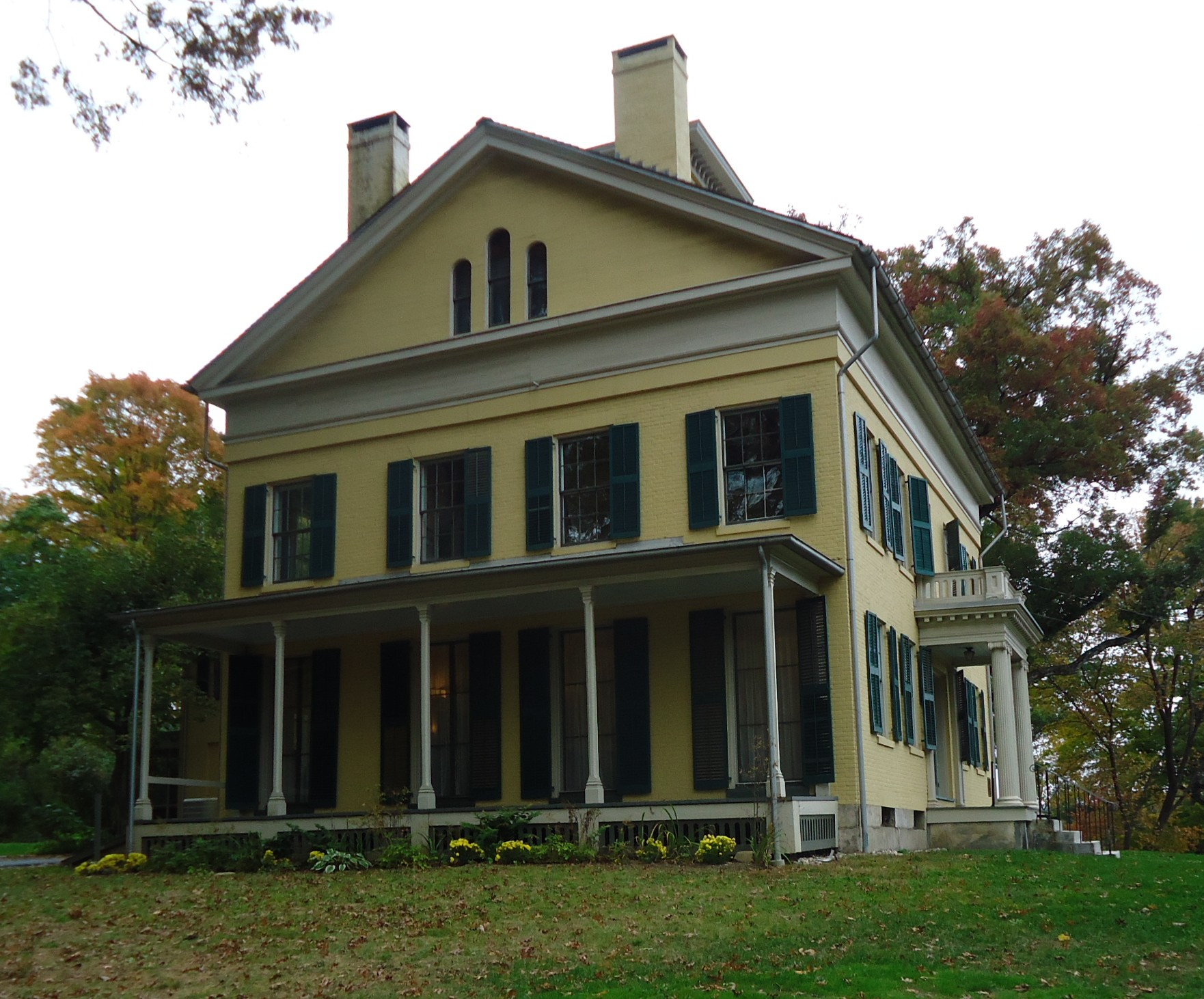
Homestead – dom Emily Dickinson, obecnie muzeum poświęcone poetce

Twórczość Emily Dickinson można podzielić na trzy główne okresy
- przed 1861. Są to głównie klasyczne i sentymentalne utwory. Datacja była możliwa tylko wobec pięciu utworów sprzed 1858 roku. Dwa wiersze to żartobliwe walentynki, a dwa pozostałe to utwory liryczne, z których jeden odnosi się do tęsknoty za bratem. Piąty wiersz rozpoczynający się od słów „I have a Bird in spring”, wyraża strach przed utratą przyjaźni i był wysłany do Susan Gilbert.
- 1861–1865. Najbardziej kreatywny okres w twórczości poetki, gdy rozwijała wątek życia i śmierci. Oszacowano, że 86 wierszy powstało w 1861, 366 w 1862, 141 w 1863, 174 w 1864.
- po 1866. Przypuszcza się, że 2/3 utworów powstało w tym właśnie czasie.

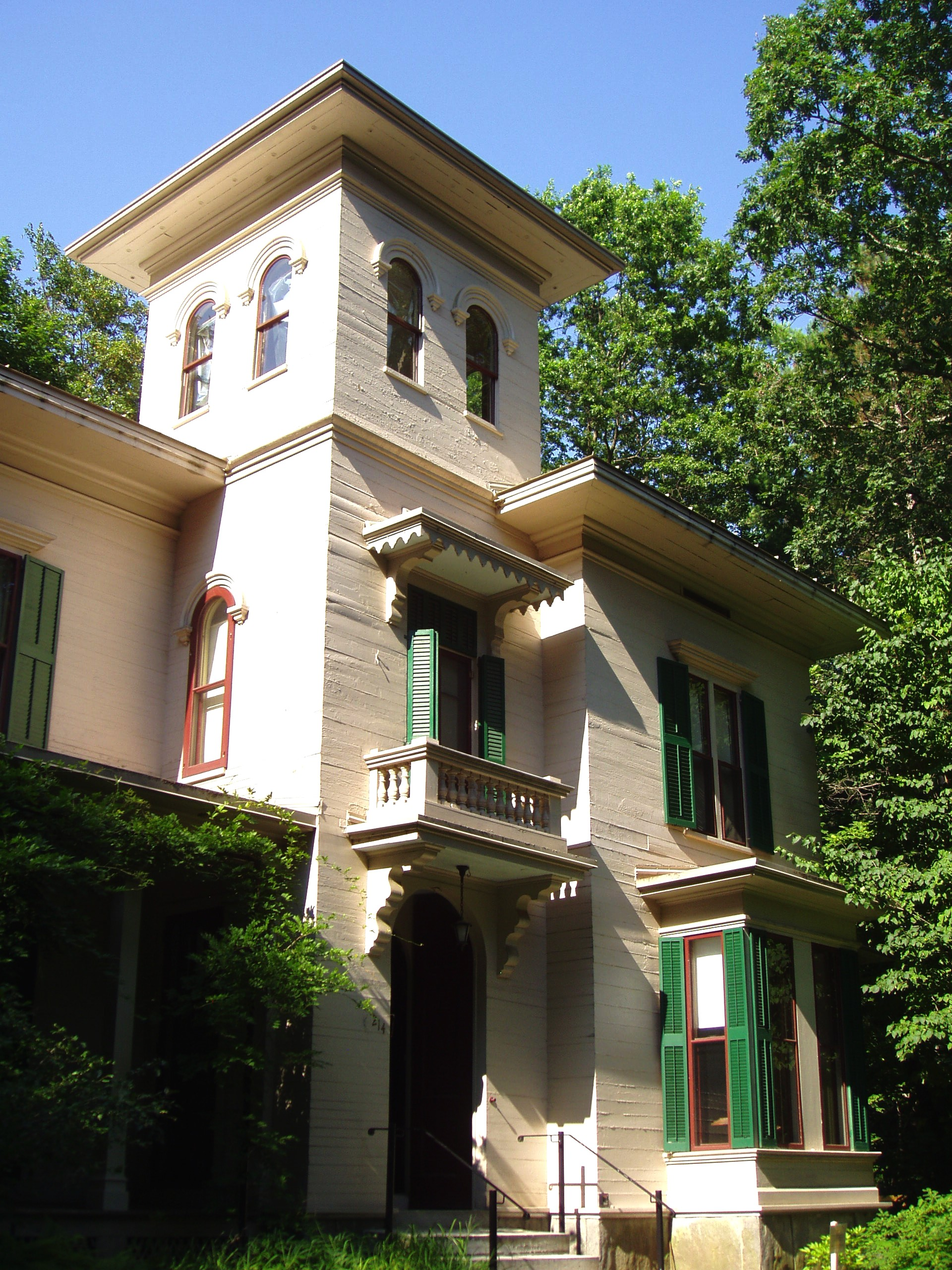
The Evergreens – dom Susan Huntington Gilbert i Austina Dickinsona w Amherst

### Utwory opublikowane za życia autorki
1850
“Magnum bonum, harem scarum”. List walentynkowy opublikowany w Amherst College Indicator, luty (L34)
1852
„‘Sic transit gloria mundi’”; pierwsza publikacja w: Springfield Daily Republican (20 lutego). Tytuł: “A Valentine”
1858
„Nobody knows this little rose -”; pierwsza publikacja w: Springfield Daily Republican (2 sierpnia). Tytuł: “To Mrs -, with a Rose”.
1861
“I taste a liquor never brewed-”; pierwsza publikacja w: Springfield Daily Republican (4 maja). Tytuł: “The May-Wine”.
1862
„Safe in their Alabaster Chambers -”; pierwsza publikacja w: Springfield Daily Republican (1 marca). Tytuł: “The Sleeping”
1864
„Blazing in Gold, and quenching in Purple”; pierwsza publikacja w: Drum Beat, Brooklyn, NY (29 lutego). Tytuł: “Sunset”
„Flowers-Well- if anybody” Pierwsza publikacja w: Drum Beat, Brooklyn, NY (2 marca). Tytuł: “Flowers”
„These are the days when Birds come back-”; pierwsza publikacja w: Drum Beat, Brooklyn, NY (11 marca). Tytuł: “October”
„Some keep the Sabbath going to Church-”; pierwsza publikacja w: Round Table, New York (12 marca). Tytuł: “My Sabbath”
“Success is counted sweetest”; pierwsza publikacja w: Brooklyn Daily Union (27 kwietnia)
1866
„A narrow Fellow in the Grass”'; pierwsza publikacja w: Springfield Daily Republican (14 lutego). Tytuł: “The Snake”
1878
„Success is counted sweetest” (jedyna znana publikacja książkowa). Opublikowane w: A Masque of Poets (Boston: Roberts Bros.)